# Breugnon
Breugnon – miejscowość i gmina we Francji, w regionie Burgundia-Franche-Comté, w departamencie Nièvre.
Według danych na rok 1990 gminę zamieszkiwało 168 osób, a gęstość zaludnienia wynosiła 13 osób/km² (wśród 2044 gmin Burgundii Breugnon plasuje się na 743. miejscu pod względem liczby ludności, natomiast pod względem powierzchni na miejscu 750.).